# Seventeen Seconds
Az 1980-as Seventeen Seconds a The Cure második nagylemeze. Ez az egyetlen Cure-album, amelyen hallható Matthieu Hartley billentyűs. A brit albumlistán a 20. helyig jutott. Szerepel az 1001 lemez, amit hallanod kell, mielőtt meghalsz című könyvben.

## Az album dalai
| 1. | A Reflection   | The Cure | 2:09 |
| 2. | Play for Today | The Cure | 3:39 |
| 3. | Secrets        | The Cure | 3:20 |
| 4. | In Your House  | The Cure | 4:07 |
| 5. | Three          | The Cure | 2:36 |

| 1. | The Final Sound   | The Cure | 0:53 |
| 2. | A Forest          | The Cure | 5:55 |
| 3. | M                 | The Cure | 3:03 |
| 4. | At Night          | The Cure | 5:54 |
| 5. | Seventeen Seconds | The Cure | 4:02 |

## Közreműködők

### The Cure
- Robert Smith – gitár, ének
- Matthieu Hartley – billentyűsök
- Lol Tolhurst – dob
- Simon Gallup – basszusgitár

### Produkció
- producerek – Robert Smith, Mike Hedges
- koproducerek – Chris Parry, Simon Gallup, Laurence Tolhurst and Matthieu Hartley
- hangmérnökök – Mike Hedges, David Kemp
- hangmérnökassisztens – Martyn Webster

## Fordítás
Ez a szócikk részben vagy egészben a Seventeen Seconds című angol Wikipédia-szócikk ezen változatának fordításán alapul.  Az eredeti cikk szerkesztőit annak laptörténete sorolja fel. Ez a jelzés csupán a megfogalmazás eredetét és a szerzői jogokat jelzi, nem szolgál a cikkben szereplő információk forrásmegjelöléseként.